# Octopus kermadecensis
Octopus kermadecensis är en bläckfiskart som först beskrevs av Berry 1914.  Octopus kermadecensis ingår i släktet Octopus och familjen Octopodidae. Inga underarter finns listade i Catalogue of Life.